# الحسن توريه
الحسن توريه (بالفرنسية: Alhassane Touré)‏ هو لاعب كرة قدم مالي في مركز الهجوم، ولد في 5 فبراير 1984. شارك مع منتخب مالي لكرة القدم. أما مع النوادي، فقد لعب مع نادي دجوليبا ونادي شافهاوزن ونادي لو تشو دي فوندز.